# Anna Calvera Sagué
Anna Calvera Sagué (Barcelona, 1954 - 4 de febrer de 2018) fou una dissenyadora gràfica i una pensadora i investigadora en el camp del disseny gràfic. Per la seva tasca i la seva dedicació ha esdevingut un referent en la teoria i la història del disseny.

## Formació i dedicació professional
Calvera es va graduar en disseny gràfic (Elisava, Llotja 1975) i es va doctorar en Filosofia a la Universitat de Barcelona; posteriorment va ampliar els estudis a la Universitat de Bolonya. Inicialment va treballar com a dissenyadora gràfica, en els àmbits de la identitat corporativa, el disseny editorial o l'interiorisme, però ben aviat es va interessar per la investigació històrica i teòrica i es va dedicar a la recerca i a la docència.
Com a dissenyadora va participar en el projecte del Club Infantil i Juvenil de Bellvitge, inaugurat el 1980, en l'interiorisme i el disseny del mobiliari juntament amb l'arquitecte Ferran Navarro, i en la imatge corporativa juntament amb la Xeixa Rosa. Una representació d'aquestes peces es conserven al fons del Museu del Disseny de Barcelona.
Exercí com a professora d'Història i Teoria del Disseny i d'Estètica a la Universitat de Barcelona, però la seva carrera docent també va estar lligada a altres universitats i escoles de disseny, tant a Barcelona –Elisava, Massana, Eina i Llotja–, com a Europa –la Bauhaus-Universität Weimar, l'École Nationale Supérieure des Arts Décoratifs (ENSAD) de París, la Fachhochschule Augsburg, la Université Lumière Lyon 2 i el Politecnico di Milano–, també a Llatinoamèrica –UAM de Mèxic DF, ISDI de l'Havana, USP de Sao Paulo...– i últimament Japó –Osaka.
A més del seu currículum acadèmic i de la seva tasca docent i investigadora, destaca el seu treball institucional, impulsant projectes, organitzant congressos i donant suport a diferents entitats i iniciatives que han estat fonamentals per a la professió; així, va formar part de l'ADG/FAD i de l’Associació de Dissenyadors Professionals de Barcelona (ADP), que presidí entre el 2010 i  el 2012; va ser una de les fundadores del Grup de Recerca en Història de l’Art i el Disseny Contemporanis (GRACMON) de la UB, i també fundadora de la Fundació Història del Disseny i membre de la Design History Society, de Londres. A més, ha estat membre de la Junta de l'European Academy of Design (EAD) i també del Comitè promotor de la International Conferences on Design History and Design Studies  (ICDHS).
Al llarg de la seva carrera professional, ha participat en congressos (Milá, 2000), ha col·laborat en projectes d’investigació (Sheffield Hallam, 2006), ha comissariat exposicions i coordinat recerques diverses. Calvera considerava el disseny una forma d’humanisme i alhora va dedicar el seu esforç a dotar-lo del rigor científic que el fes equiparable a totes les altres disciplines que s'imparteixen a la universitat. En les conferències que pronuncià o els articles que va publicar al llarg de la seva carrera exposà la importància de la història per entendre el disseny gràfic i destacà el paper que juga com a factor econòmic. El seu fons documental, format per documents produïts durant la seva activitat com a dissenyadora gràfica, docent i investigadora, es conserva en el Museu del Disseny de Barcelona.
Anna Calvera va ser una de les dissenyadores presents a l'exposició Som aquí. Les dones en el disseny 1900-avui, organitzada el 2023 pel Museu del Disseny de Barcelona, que recuperava les dissenyadores pioneres dels anys 1960, 1970 i 1980 a Catalunya.

## Obra
Calvera va publicar un bon nombre de llibres i articles i és autora d’obres considerades de referència obligada en el camp de les arts i el disseny, entre les quals:
- La formació del pensament de William Morris (Destino, 1992), la seva tesi doctoral.
- Arte ¿? Diseño (Gustavo Gili, 2003).
- De lo bello de las cosas (Gustavo Gili, 2007).
- La formació del sistema disseny Barcelona (1914-2014). Un camí de modernitat. (Universitat de Barcelona, 2014), una recerca col·lectiva de Gracmon, coordinada per Anna Calvera.
- El disseny gràfic: d’ofici a professió (1940-1980), amb Pilar Vélez Vicente (Ajuntament de Barcelona, 2014). Catàleg de l'exposició que comissarià.[8]
- Crits a la paret i poemes visuals. Josep Pla-Narbona. Cartells 1947-2004, amb Pilar Vélez Vicente (Ajuntament de Barcelona, 2017)